# Gudambong
Gudambong (koreanska: 구담봉) är en bergstopp i Sydkorea.   Den ligger i provinsen Norra Chungcheong, i den centrala delen av landet, 130 km sydost om huvudstaden Seoul. Toppen på Gudambong är 360 meter över havet, eller 132 meter över den omgivande terrängen. Bredden vid basen är 1,4 km.
Terrängen runt Gudambong är kuperad. Runt Gudambong är det ganska glesbefolkat, med 45 invånare per kvadratkilometer. I omgivningarna runt Gudambong växer i huvudsak blandskog.